# Chetogena haywardi
Chetogena haywardi là một loài ruồi trong họ Tachinidae.